# 基督少年軍
基督少年軍（英語：The Boys' Brigade）是一個基督教青少年制服團體，在世界各地都設有分支。

## 宗旨
於青少年人之間，擴展基督的國度，同時促進服從、虔誠、紀律及自愛等良好行為，以達成基督化的人格。

## 格言
我們有這指望，如同靈魂的錨，又堅固、又牢靠。——《聖經·希伯來書》6：19

## 歷史
於1883年10月4日由威廉·亞力山大·史勿夫爵士在蘇格蘭格拉斯哥自由學院教堂成立，透過團體精神及軍事紀律融合在基督宗教活動中，以加強教導青少年人。
基督少年軍的創辦人威廉‧亞歷山大‧史勿夫爵士，年輕時是英國格拉斯哥一間教堂的主日學教師。他感到傳統的主日學模式難以滿足少年人的好奇心和好動的個性，可是，除了主日學卻沒有適合他們的團體活動。史勿夫爵士同時亦是一名熱心的義勇軍，他相信把團隊精神和軍事紀律融合在宗教活動中，將更有助於教導少年人。於是在1883年10月4日，他召集了59名少年人，在格拉斯哥學院自由教堂舉行集隊儀式，並將這隊定名為「基督少年軍(THE BOYS’ BRIGADE)」。於是，歷史上首個少年制服組織便成立了。
在成立格拉斯哥第一分隊的其後三年間，在蘇格蘭及英國其他地區紛紛成立其他分隊。其後於1887年於美國發展，1891年達至澳洲及於50至60年代於太平洋島嶼、亞洲、非洲等地區成立，並成為一支世界性的制服團體。
時至今日，基督少年軍已成為一國際性宣教運動，在世界各地已有60多個國家有基督少年軍組織的成立。

## 組別
各地之組別分級安排：
- 英国：
- 香港（香港基督少年軍）：分别有小綿羊、幼級組、初級組、中級組、高級組及融合組。
- 澳門（澳門基督少年軍）：分别有幼級組、初級組及中級組。
- 新加坡：
- 马来西亚（馬來西亞基督少年軍）：分别有幼級組、初級組及資深組
- 日本：
- 新西兰：
- 印度尼西亞：
- 奈及利亞：
- 泰國：
- 菲律賓：
- 柬埔寨：
- 安地卡及巴布達：
- 爱尔兰：
- 喀麦隆：
- 加拿大：
- 圣基茨和尼维斯：
- 美国：
- 尚比亞：
- 马拉维：
- 所罗门群岛：